# Deso Dogg
Deso Dogg (18 жовтня 1975, Західний Берлін — 17 січня 2018, Сирія) — німецький репер, відомий також як учасник громадянської війни в Сирії, боєць і пропагандист Ісламської держави Іраку і Леванту. Справжнє ім'я — Денис Мамаду Герхард Кусперт (нім. Denis Mamadou Gerhard Cuspert). Після прийняття ісламу взяв мусульманське ім'я Абу Малик, а згодом Абу Тальха аль-Альмані.

## Біографія
Денис Кусперт народився в 1975 році в берлінському районі Кройцберг. Батько — ганець, мати — німкеня. Батько покинув сім'ю, коли Кусперт був ще дитиною. Його мати одружилася з офіцером армії США, з яким у Кусперта були постійні конфлікти. Денис Кусперт провів деякий час в слідчому ізоляторі для неповнолітніх. Близько п'яти років Кусперт провів у притулку для важких дітей; він також проживав на фермі в Намібії, куди його відправили німецькі соціальні працівники з метою реабілітації. На початку 1990-х брав участь в демонстраціях протесту проти війни в Перській затоці.
У 1995 році Денис Кусперт почав кар'єру репера. Після підписання контракту з Streetlife Entertainment було випущено три альбоми Кусперта: Schwarzer Engel (2006), Geeni'z у співпраці з Jasha (2008) і Alle Augen auf mich (2009).
У 2010 році він ледь не загинув в автомобільній катастрофі, перенісши клінічну смерть. Після прийняття ісламу в тому ж році Кусперт призупинив музичну кар'єру і взяв мусульманське ім'я Абу Малик. Денис був учасником німецької салафітської організації «Міллату Ібрагім». Пізніше він переїхав в Єгипет, а звідти в Сирію, де взяв участь в громадянській війні на боці антиурядових сил. Під час бойових дій в місті Аазаз на півночі Сирії Денис Кусперт був поранений в результаті нальоту сирійської авіації.
У 2014 році Кусперт дав присягу вірності (баят) Ісламській державі Іраку і Леванту (ІДІЛ). Денис з'являвся в пропагандистських роликах угруповання, в одному з яких тримав в руках відрізану голову людини; він також був виконавцем ряду нашид ІДІЛ німецькою мовою. На думку експертів, колишній репер займав в ІДІЛ чільну позицію як німецькомовний пропагандист ідеалів цієї організації.
20 квітня 2014 року у низці ЗМІ з'явилась інформація, що Кусперт загинув в результаті конфлікту між ІДІЛ і Фронтом ан-Нусра. Однак за інформацією німецької газети Die Welt, в той день був убитий інший член ІДІЛ, який також носив псевдонім Абу Тальха аль-Альмані.
У лютому 2015 року Держдепартамент США вніс Кусперта в список особливо небезпечних міжнародних терористів. У тому ж місяці німецька газета Більд повідомила, що як мінімум 3 мешканки Німеччини народили від Кусперта дітей. Одна з його співмешканок, перебуваючи з ним в Сирії, регулярно передавала в спецслужби інформацію про Кусперта. Коли члени ІДІЛ стали підозрювати її в шпигунстві, жінка втекла до Туреччини. У квітні 2015 року Денис закликав своїх однодумців скоювати злочини в Німеччині.
29 жовтня 2015 року в американських ЗМІ знову з'явилась інформація, що Кусперт знищений в результаті авіаударів ВПС США в Сирії. Проте згодом інформацію спростовано.
Про смерть Кусперта 18 січня 2018 року повідомили лояльні ІДІЛ засоби масової інформації, опублікувавши фотографії тіла Кусперта: за заявою ІДІЛ, Кусперт був убитий в боях проти Сирійської вільної армії.

### Сім'я
Кусперт був одружений зі співробітницею ФБР Даніелою Грін, яка займалася розслідуванням справ про тероризм. Грін вільно володіла німецькою мовою, мала ступінь магістра історії. З 2011 року вона працювала перекладачкою у ФБР і мала допуск до секретних справ, пов'язаних з національною безпекою. Влітку 2014 року Грін, будучи у шлюбі з американським військовим, через Туреччину проникла в охоплену війною Сирію, де одружилася з Куспертом і жила з ним. Грін попередила свого нового чоловіка, що ФБР стежить за ним. Приблизно через місяць вона безперешкодно повернулася в США, де була заарештована. Прокурор просив пом'якшити для неї покарання за співпрацю зі слідством; Грін була засуджена до двох років в'язниці. Ймовірно, вільний перетин кордону Сирії відбувався з дозволу вищого керівництва Ісламської держави, оскільки подібні мандрівники ризикували втратити голови.